# Yêu thương quay về
Yêu thương quay về (tựa gốc tiếng Anh: Love & Mercy; viết cách điệu là love&mercy) là phim điện ảnh tiểu sử chính kịch của Mỹ năm 2014 do Bill Pohlad đạo diễn, xoay quanh thủ lĩnh kiêm nhà đồng sáng lập ban nhạc The Beach Boys Brian Wilson và sự vật lộn của ông với căn bệnh tâm thần trong các thập niên 1960 và 1980. Tựa đề phim được lấy từ tựa bài hát cùng tên năm 1988 của Wilson, với sự tham gia của Paul Dano và John Cusack lần lượt đóng vai Wilson trẻ và Wilson trung niên, còn Elizabeth Banks thủ vai người vợ thứ của ông là Melinda Ledbetter và Paul Giamatti vai tiến sĩ tâm thần học của Wilson là Bác sĩ Eugene Landy. Phim khởi chiếu ở Việt Nam vào ngày 26 tháng 6 năm 2015.